# Активні користувачі
Кількість активних користувачів (англ. active users) — показник ефективності інтернет-продукту (наприклад, соціальної мережі, мобільного застосунку, сайту, онлайн-гри абощо), що вимірює кількість користувачів, які відвідують або взаємодіють з інтернет-продуктом за певний період часу. Цей показник зазвичай оцінюється щомісячно як щомісячно активні користувачі (англ. monthly active users; MAU), щотижня як щотижнево активні користувачі (англ. weekly active users; WAU) або щоденно як щоденно активні користувачі (англ. daily active users; DAU) Зазвичай, користувач продукту вважається активним, якщо він відвідує або взаємодіє з продуктом за якийсь з вищезазначених періодів часу. Прикладами такого виду використання продукту можуть бути відвідування вебсторінки, коментування публікації на сторінці продукту в соцмережі та фактичне використання самого продукту. Активні користувачі вираховуються з використанням внутрішніх даних конкретної компанії. Кожна компанія має свій власний метод визначення кількості активних користувачів, і багато компаній не розкривають конкретних деталей їх вирахування. Деякі компанії змінюють свій метод розрахунку з часом.
В українській Вікіпедії, наприклад, вираховуються щомісячно активні користувачі — ті, які здійснили якусь дію протягом 30 минулих днів (наразі активних користувачів в українській Вікіпедії — 3248).